# Jordi Badia i Rodríguez
Jordi Badia i Rodríguez   (Barcelona, 30 de novembre de 1961) és un arquitecte català.
El 1989 es va titular a l'Escola Tècnica Superior d'Arquitectura de Barcelona. Va començar a treballar amb Tonet Sunyer en projectes on va cultivar un interiorisme minimalista i arquitectura de línies rectes, com la reforma de la Caixa d'Arquitectes de Barcelona del 1993. A partir d'aquí, el 1994, emprengué tot sol la fundació de BAAS Arquitectes, des d'on ha fet el Tanatori de Lleó el 2001, l'escola Ferrer i Guàrdia de Granollers el 2006 o el projecte de la Fundació Vila Casas, que li va donar el premi Ciutat de Barcelona del 2009 i el Premi Nacional de Patrimoni Cultural de la Generalitat de Catalunya. El 2012 va guanyar el concurs per dissenyar el pavelló de Catalunya i les Illes Balears de la Biennal de Venècia, juntament amb Fèlix Arranz. També ha fet la fàbrica Oliva Artés el 2014 o l'escola Montserrat Vayreda de Roses el 2015. El 2017 va fer la facultat de ràdio i televisió de Katowice, a Polònia, que li va valer el premi a millor edifici de l'any d'aquest país per la revista Polityka. El 2017 va fer la seu del Barcelona Supercomputing Centre.
Ha estat professor des del 1989 en diverses escoles d'arquitectura. Va estar a l'escola Elisava i l’Escola Tècnica Superior d’Arquitectura del Vallès. El 2001 deixà aquestes escoles per l’Escola Tècnica Superior d’Arquitectura de Barcelona i el 2009 va començar a fer classes també a l'Escola d’Arquitectura de la Universitat Internacional de Catalunya.